# خلة الحداد
قرية خلة الحداد هي قرية فلسطينية تقع جنوب مدينة بيت لحم لى بعد 5.5 كم منها . يحدها من الشرق بلدة تقوع، ومن الشمال بلدة جناتة، ومن الغرب قرية المعصرة، ومن الجنوب أراضي بلدة تقوع. تبلغ مساحة القرية حوالي 1742 دونم، منها 1678 أراضي قابلة للزراعة و 24 منطقة سكنية.
يوجد في القرية مسجد واحد هو مسجد الأتقياء. وفيها موقع يسمى سادة بشر، وقناة السوافير لتجميع المياه، والتي وجدت من زمن الرومان. تحتوي القرية على مدرسة أساسية تتكون من تسعة صفوف (1-9)، حيث سميت هذه المدرسة باسم القرية.

## نبذة تاريخية
سميت القرية بهذا الاسم، نسبة إلى شخص كان في السابق يعمل حدادا، وكان يأتي من المدينة إلى هذه المنطقة كل سنة ليصنع حذوات للخيول والبغال فيها، فسميت القرية بهذا الاسم. يعود تأسيس القرية إلى عام 1953 م، ويعود أصل سكان القرية إلى بدو رحل.

## الجغرافيا

### المناخ
يبلغ ارتفاعها عن سطح البحر 834 متر والمعدل السنوي للأمطار فيها حوالي 525 ملم، أما معدل درجات الحرارة فيصل إلى 16.2 درجة مئوية، ويبلغ معدل الرطوبة النسبية حوالي %61.

### السكان
بلغ عدد سكان القرية بحسب إحصاء عام 2007 ما يقارب 407 نسمة، منهم 220 نسمة من الذكور، و187 نسمة من الإناث. يتألف سكان القرية من عدة عائلات، منها: مصطفى، موسى، حسن، حجاج، خلف.